# Laser krzyżowy
Laser krzyżowy (inaczej: laser budowlany, poziomica laserowa) – instrument pomiarowy wykorzystywany w branży budowlanej do wyznaczania linii pionowych i poziomych, a także kątów prostych. Najczęściej mocowany jest na trójnogim statywie lub tyczce. Nazwa laser krzyżowy pochodzi od skrzyżowanych pod kątem prostym wiązek lasera.

## Rodzaje

### Płaszczyzny
Lasery krzyżowe emitują wiązkę lasera w zakresie 360° na jedną płaszczyznę. Wśród laserów budowlanych wyróżnia się:
- laser 1-płaszczyznowy,
- laser 2-płaszczyznowy,
- laser 3-płaszczyznowy,
- laser 4-płaszczyznowy[2].

Wiązki lasera transmitowane są w płaszczyznach poziomej lub pionowej. Jeżeli urządzenie ma więcej niż jedną głowicę lasera, to może wyświetlać tyle wiązek w jednym czasie, ile jest głowic. Najbardziej zaawansowane lasery krzyżowe (nazywane także 4D) emitują 4 wiązki jednocześnie – 2 w pionie i 2 w poziomie. Wiązki te przecinają się ze sobą pod kątem 90°.

### Kolor wiązki
W przypadku lasera krzyżowego wykorzystywanego w budownictwie wykorzystuje się wiązki lasera o różnych właściwościach, czyli:
- laser czerwony – najsłabiej widoczny dla ludzkiego oka oraz na niewielkich na dystansach do 10 m,
- laser zielony – widoczny z dużych odległości – maksymalnie 45 m, natomiast przy ujemnej temperaturze otoczenia traci swoje właściwości i jest mniej zauważalny dla ludzkiego oka,
- laser niebieski – podobne właściwości do lasera zielonego, ale jest nieco wyraźniejszy i bardziej zauważalny dla oka ludzkiego[4].

## Zastosowanie
Podstawową funkcją lasera krzyżowego jest wyznaczanie linii prostych. Dzięki temu to urządzenie pomiarowe znalazło wiele zastosowań, m.in. przy:
- montażu drzwi i okien,
- montażu mebli,
- montażu dekoracji wiszących na ścianach,
- montażu ścianek z regipsu,
- układaniu glazury,
- montażu balustrad balkonowych i balustrad schodowych,
- układaniu krawężników i kostki brukowej,
- przygotowaniu pomieszczeń pod instalacje elektryczne, wodno-kanalizacyjne[3].